# Tsitaŭka
Tsitaŭka (vitryska: Цітаўка) är ett vattendrag i Belarus.   Det ligger i voblasten Minsks voblast, i den centrala delen av landet, 60 km sydost om huvudstaden Minsk.